# ギャンブル依存症
ギャンブル依存症（ギャンブルいそんしょう、英: gambling addiction）は行為・過程アディクション（嗜癖障害）の一種で、ギャンブルの行為や過程に心を奪われ、「やめたくても、やめられない」状態になること。ギャンブルによって普段の生活や社会活動に支障が出る精神疾患である。
ギャンブルを断てば解決するとは必ずしも言えない自然治癒が難しい病気であり、「ギャンブル障害」とも呼ばれる（詳しくは#定義を参照）。勝ち負けや各ギャンブルの演出効果によって脳内で分泌されたドーパミンが報酬系に作用し、快感を覚えることで依存傾向が高まることで依存症が引き起こされる。2017年の厚生労働省の発表では国内だけでも280万人の患者がいるとされる。
治療法については、「ギャンブル依存症#治療」を参照。

## 定義
精神疾患のひとつに分類され、医学的な呼称はギャンブル障害（DSM-5）、2017年までは病的賭博（ICD-10）の呼称も使われた。本障害は「持続し反復する問題賭博行動によって臨床的に意味のある機能障害や苦痛が生じている状態」また「貧困になる、家族関係が損なわれる、個人的な生活が崩壊するなどの、不利な社会的結果を招くにもかかわらず、持続的に繰り返され、しばしば増強する賭博行為」を本質的な特徴とする。
ギャンブルは多様で、時代を問わず存在する。そのためギャンブルに依存する現象やギャンブル依存者の疑いがある人物も古くから存在した。たとえばローマ帝国の第5代皇帝ネロはサイコロを使ったギャンブルに大金を賭け続けたとされる。古代インドの叙事詩『マハーバーラタ』にはサイコロを使ったギャンブルで財産や領土を失い、ついには自分自身と妻を賭ける王子が登場する。フランス王妃のマリー・アントワネットは賭博に大金を注ぎ込むことがあり母親からギャンブルをやめるようにと注意されている長きにわたって、ギャンブルへの依存は意思薄弱者・性格未熟者による身勝手な行動、社会規範に反する逸脱行為に過ぎないとみなされてきた。しかし1972年にアメリカ合衆国オハイオ州で世界初の入院治療が試みられると、1977年に世界保健機関（WHO）によって「病的賭博」（疾病及び関連保健問題の国際統計分類ICD10コード：F63.0）が初めて精神疾患であると認められ、1980年にアメリカ精神医学会が『精神障害の診断と統計マニュアル第3版』（DSM-III）において、衝動制御障害（ICD）に分類するなど、1970年代以降ギャンブルへの依存を精神疾患として認識する動きが広がった。

## 症状と診断
ICD-10では、「ギャンブル障害（gambling disorder）」に当たる「病的賭博 （pathological gambling）」は「持続的に繰り返される賭博であり、貧困になる、家族関係が損なわれる、個人的な生活が崩壊するなどの、不利な社会的結果を招くにもかかわらず、持続し、しばしば増強する」と定義されている。
ICD-11では、「賭博に対する制御が障害されていることに特徴づけられる持続的で反復的な賭博行動で、個人的、家族的、社会的、あるいは、教育上、職業上、その他重要な事柄に明らか重大な問題が生じており、望ましくないことが繰り返し起きているにもかかわらず、他の活動以上に賭博の優先度が増しており、他の興味や日々の生活に比べて最優先である状態。これらの特徴や賭博行動のパターンが少なくとも12か月以上続いていることが診断の標準的条件だが、診断的特徴をすべて満たし症状が重度であれば12か月間は短縮可能」と定義されている。
DSM-5では「ギャンブル障害（gambling disorder）」は「臨床的に意味のある機能障害または苦痛を引き起こすに至る持続的かつ反復性の問題賭博行動」と定義したうえで、問題ある賭博行動とは何かを操作的に示す基準を列記する形式となっている。その基準は以下であるが、こうしたチェックリスト方式をとることで、特にアンケート的な利用をした場合、ICD-10およびICD-11のニュアンス（重度のニュアンス）より軽度でギャンブル障害とみなされうる点には注意が必要。またSOGS（後述）等のアンケートもDSM-Ⅳなどで妥当性を担保しており、同様の問題をはらむ。
以下は、DSM-5日本語版からの引用となる。DSM-5によれば、賭博とは「さらに大きな価値のあるものを得たいという希望のもと、価値のあるものを危険にさらすこと」で、刑法185条にいう「賭博」、すなわち「偶然の勝敗により財物・財産上の利益の得喪を争うこと」より幅広い概念である。

### DSM-5の診断基準
「臨床的に意味のある機能障害または苦痛」という表現は、アルコール使用障害（いわゆるアルコール依存症）、精神刺激薬使用障害（いわゆる薬物依存症）などの「物質関連障害および嗜癖性障害群」では共通に用いられている表現であり、「臨床的に意味のある機能障害または苦痛」があるのかどうかが、「精神障害（mental disorder）」をDSM-5で定義するうえで重要な視点となっている。
ここで注意すべきは、ギャンブル障害では、物質関連障害での再発の危険性を重視する姿勢にならって、どこかの時点で基準を満たせば、以後、一生、ギャンブル障害とみなされてしまう点である。とうの昔にギャンブルをやめた人、あるいは回復支援施設等で回復し、今はほかの人の支援に当たっている人などが「ギャンブル障害である」とみなされてしまうのが、DSM-5の基準であり、SOGSの基準である。
したがって、ギャンブル等依存症対策を考えるときなどには、他の障害でいうところの生涯有病率（人生のある一年で有病であった人の率）に当たる数字をもとにギャンブル等依存症の対策等を議論しようとしているのか、現在の有病率（この一年の有病率）で議論しようとしているのか、意識的な区別が必要である。
特にこの区分に留意する必要があるのは、ギャンブル障害では自然回復が3～6割程度存在するとの諸外国の研究があり、進行的で不可逆的な障害であるというかつてのイメージ、もしくは物質使用障害（アルコール等薬物依存）の比喩からくるイメージで、依存対策等を論じることは網を大きく医欠けることになるからである。DSM-5では、「この1年のギャンブル障害の有病率」は一般人口の約0.2〜0.3％、「生涯有病率」は約0.4〜1.0％と記載しており、この上下の数字を対応させて推測すれば5～7割程度の自然回復が推測される。後に示すスイスの2008年データでは55％の自然回復が推測される。
とはいえ、自然回復する群の中にも経過中に多大な問題に繋がるものがいる可能性もあり、対象を広く取った対策も有用であろう。依存症対策の貧弱な本邦では尚更幅広い対策を行う必要がある。
また厚生労働省研究班の2017年3月の大都市圏調査報告（2,200名を対象とし993名回収、SOGSによる。SOGSは後に示されている）では、生涯有病率（生涯の一時期のギャンブル等依存症の疑い）が2.7％（実数28名）、現在の有病率（過去一年のギャンブル等依存症の疑い）が0.6％（実数5名）で「生涯の一時期のギャンブル等依存症の疑い」のうち82％（実数23名）が昔「ギャンブル等依存症の疑い」があったが現在は自然軽快または回復しているものと推定され、日本では自然回復率がより高い可能性がある。
ただし、過去のギャンブル障害が将来ギャンブルの問題を抱えることの強い予測因子になるので、自然回復群への注意喚起等、予防策は必須である。
なお、DSM-5では基準Bで躁病エピソードによって説明できる賭博行動はギャンブル障害から除くとしているが、本文中では、職業的賭博、社交的賭博を「障害ではない賭博」とし、パーソナリティ障害群では両方の障害の基準を満たす場合は両方の診断を求め（併存診断）、パーキンソン病などでドーパミン作動薬を使用している場合などは、その薬を減らす、または止めた時に症状が消失するならば、ギャンブル障害から除くとしている。

#### 現在の重症度の特定
DSM-5の基準は「ある12か月」での当てはまりでギャンブル障害を判断するが、同時に現在の重症度の特定を求めており、この合計がほぼ一年有病率にあたる。
- 軽度の場合は基準の4〜5項目だけを示し、よく当てはまる基準は、通常、「賭博に心を奪われること」（基準A-4）と「失った金の“深追い”」（基準A-6)に関連したものである。
- 中等度の場合は基準のより多くを示す（すなわち6〜7項目）。
- 重度の場合は基準のすべて、または9項目のうちのほとんどを示す（すなわち、8〜9項目）。

「賭博のために対人関係や職業上の機会を危険にさらすこと」（基準A-8）、「賭博で失った金を出してくれるように他人に頼むこと」（基準A-9）は調査を行うと当てはまることの少ない基準で、より重度のギャンブル障害の人の中でよく見られる。
マスコミ等でギャンブル障害の事例として紹介されるのは重度、もしくは重度で見られる項目が頻回繰り返されている事例で、その数は「ギャンブル障害の疑い」の1～2割程度となるので、「（軽度以上の）ギャンブル障害の疑い」の数や率を記述し、これとならべて重度のケースを並べ、「（軽度以上の）ギャンブル障害の疑い」＝「重度例」であるかのようなミスリードを生みやすい報道や説明の仕方は望ましくない。
一方、こうしたギャンブル障害の重症度が、本当に病的な意味での重症度を示すのか、いまだ確定していない。また、重症度の区分（軽度、中等度、重度の区分）の科学的根拠はほとんど示されていない。これらは、あくまで操作的な基準に過ぎないことに留意が必要である。

### GAの基準（20の質問）
ギャンブラーズ・アノニマス（GA）は「強迫的ギャンブル」を慢性的で進行的、不可逆的な病気としている。診断できるのは当事者自身のみであり、（当事者同士や医療関係者を含め）他者が診断することは想定していない。一方で、「20の質問」と呼ばれる20項目を挙げており、7項目以上に該当すると「強迫的ギャンブラーの可能性が極めて高い」としている。帚木はこの基準の特徴について、「現在ギャンブルを行っていないことが、必ずしも治癒していることを意味しない」というギャンブル依存症の特徴を踏まえ、「～はあったか」という過去形を使用している点にある、と述べている。

### SOGSの基準
アメリカのサウスオークス財団がギャンブル依存症の診断のために開発した質問表であるサウスオークス・ギャンブリング・スクリーン（SOGS）は、以下の12項目の質問を設定し、その回答から算出した点数が5点以上の場合にギャンブル依存症と診断される。3点ないし4点の者は将来ギャンブル依存症になる可能性が高い（問題ギャンブリング）。この基準の特徴は、借金に重点を置いている点にある。

### ギャンブル障害に関連する特徴
DSM-5によれば、ギャンブル障害では、歪曲された思考（例：否認、迷信、偶発的な出来事の結果を超える力と支配力の感覚、オカルト、確率の誤解、自信過剰など）が存在していることがある。金が彼らの問題の原因であり、かつ解決策であると強固に確信している場合もある。
Blaszczynski, A. らは、ギャンブル障害の3Pathways Modelを提唱し、衝動型（ADHD型）、回避型（不安型）、いずれも弱い型の三タイプでのギャンブル障害の分類を提案している。
ギャンブル障害には実際、併存障害が多い。Dowling NA et al.（2015）によれば、アルコール依存症 15.2%、薬物依存症 4.2%、大うつ病性障害 29.9%、双極性障害 8.8%、統合失調症 4.7%、パニック障害 13.7%、社交不安障害 14.9%、PTSD 12.3%、ADHD 9.3%、など併存障害全体では74.8%におよぶという。
宮岡らは、「病的ギャンブリング「いわゆるギャンブル依存」の概念の検討と各関連機関の適切な連携に関する研究、2013」（厚労科研調査）で、日本のギャンブル障害を以下に区分している。
1. タイプI（単純嗜癖型：特に背景要因がなくギャンブルにはまる）

1. タイプII（他の精神障害先行型：大うつ病性障害、双極性障害、統合失調症、不安障害、パーキンソン病、むずむず脚症候群、アルコール使用障害など）

1. タイプIII（パーソナリティ等の問題型：境界性パーソナリティ障害、反社会性パーソナリティ障害、アスペルガー症候群やADHD等の発達障害、もともとの生活上の問題、認知症、器質的な問題など）

すなわち、ギャンブル障害の問題をとらえる場合、併存障害のアセスメントは必須で、単純嗜癖型としてのみギャンブル障害のすべてをとらえようとすると弊害を生む可能性がある。また単純嗜癖が病的といえる段階に至る背景には併存障害、パーソナリティ、ストレス状況などを想定する必要がある。
ギャンブル障害の特徴として留意すべき最大のポイントは自殺企図である。治療をしている半数の人たちは自殺念慮を持ち、そして約17%が自殺企図があったとDSM-5では記載されており、久里浜医療センターの平成25年6月～26年12月までのギャンブル外来初診データでも35名中8名（22.9%）に自殺企図がみられており、自殺予防対策は急務である。

## 発現の経過と要因
ギャンブル障害の有病率や彼らが行うギャンブルの種類は年齢や性別によって様々である。
DSM-5によると、ギャンブル障害は青年期または若年成人期の間に起こりうるが、中年期または高齢であっても発現し、その場合は男性よりも女性で一般的であるとしている。対して青年期や若年成人期の発現は、女性よりも男性で一般的である。また、ギャンブル障害とは何年もの経過で発現するケースが大半であるが、男性よりも女性のほうが進行は速いようである。
つまり男性は人生の早期にギャンブルを始めることでギャンブル障害を若年期に発現しやすく、一方で女性がギャンブルを始めるのは人生の晩期に多いが、男性よりも短期間でギャンブル障害を発現しやすいという傾向が見られる。
ギャンブル障害をきたす人のほとんどが、賭けの頻度や賭け金が徐々に増加するという様式を証言している。
多種類のギャンブルに参加する人もいる一方、ギャンブル障害をもつ人のほとんどでは1つないし2つの種類のギャンブルに引き込まれ、それが最も問題になるとの報告がなされている。
また、賭けに使用される金額そのものはギャンブル障害の指標とはならない。数十万円を毎月賭け続けることができ、ギャンブルが問題にならない人たちがいる一方で、たとえ少ない金額であっても重大な問題になっている人たちもいるかもしれない。
不適応的なギャンブルの様式は定期的または一時的なものかもしれない。
そしてギャンブル障害は持続的であることもあれば寛解（症状が一時的あるいは継続的に軽減、または、ほぼ消失し、臨床的にコントロールされた状態）することもある。
ギャンブルはストレスや抑うつの時期、または物質（アルコールなど）の使用または中断の時期に増加する。
深刻なギャンブルの問題をきたしている時期、完全にギャンブルをしない時期、そして問題にはならないギャンブルをする時期があるかもしれないが、ギャンブル障害は一進一退を繰り返して慢性化する傾向がある。

### 気質要因
DSM-5によれば、小児期や青年期早期から始まるギャンブルでは、ギャンブル障害の割合が増加しやすい。
ギャンブル障害は、反社会性パーソナリティ障害や抑うつ障害、双極性障害、その他の物質使用障害、特にアルコール使用障害と一体になっているように見える場合がある。
ギャンブル障害の人の中には、衝動的で、競争心が旺盛で、精力的で、落ち着かず、そして飽きやすい人がいる。こうした人たちの中には、他人から認められるかどうかを過度に気にしており、ギャンブルに勝ったときは浪費といえるほどに気前が良い場合もある。
一方で、ギャンブル障害の人たちの中には、抑うつを抱えていたり、孤独であったり、無力感、罪悪感、もしくは抑うつを感じたときにギャンブルに走る人もいるという。
実際、竹内らは、日本のギャンブル障害の人たちの研究で、ギャンブル障害では損失を恐れる傾向が強い人と弱い人に両極化することを示している。そして、この二群で、不安、興奮を求める傾向、渇望の強さも異なり、ギャンブル障害には少なくとも二タイプが存在する可能性を報告している。

### 遺伝要因
DSM-5によれば、ギャンブル障害は家族内に集積しうる。これには環境的および遺伝的要因の両方に関連しているようである。賭博の問題は二卵性双生児よりも一卵性双生児でより多く起こる。ギャンブル障害はまた一般人口の中よりも、中等度から重度のアルコール使用障害の人の第一度親族でより頻度が高い。
Slutske WSらはギャンブル障害のリスクに関して双生児研究を行い、リスクの分散の49.2％が遺伝的影響で説明され、ここに男女差がないことを示した。また、残り約50％が環境要因であるが、共有環境（互いを似せる方向に働く環境：ほぼ家庭環境）の影響は０％で、環境は非共有環境（互いを似せない方向に働く環境）として影響することを示した。この比率はビッグファイブ（「神経症傾向（Ｎ）」「外向性（Ｅ）」「経験への開放性（Ｏ）」「協調性（Ａ）」「誠実性（Ｃ）」）などの性格とよく似ており、性格と同程度に遺伝性が想定できる。
ギャンブル障害をきたす者の血縁関係をみると、ギャンブル好きや大酒飲みが存在することが多く、ギャンブル障害である親の20〜30%、兄弟姉妹の14%がギャンブル障害もしくはその予備軍であるという調査結果が存在する。さらに考察を全般に広げた場合、親の40〜50%、兄弟姉妹の36%がアルコール使用障害または薬物依存症であるという調査結果も存在する。 ただし親子ともにギャンブル障害であるとしても、遺伝的以外の要因、たとえば幼少期にしばしば親に連れられてギャンブル場に足を踏み入れたため、ギャンブル場への心理的障壁が低くなったというように、家庭環境が関与している可能性も考えられる。 またギャンブル障害の場合、発症に遺伝的要因が関係しているとしても、ひとつの遺伝子によって発現が決定されるということはなく、複数の遺伝子が作用していると考えられている。

### 脳関連要因
高橋らは、PETスキャンを用いて、線条体のD1受容体の密度が低い人は、先を見越した意思決定をしにくくより感情に影響されやすく、低確率を高めに見積もってワクワクしたり、また高確率を低く見積もってハラハラしたりする傾向があり、ギャンブルにはまりやすくなると推測した。また視床のノルアドレナリン・トランスポーターの密度が高い人ほど損失忌避性が小さくり、勝負に大胆になることを示した。
鶴見らは、ギャンブル障害患者らに報酬を伴う簡単なゲームを行い、健常者に比べて、腹側被蓋野、側坐核などの報酬系の賦活が小さく、また右の島皮質の賦活も小さいことを示した。鶴見らは、ドーパミンの関与の強い報酬系の賦活が小さいのはギャンブラーは報酬慣れしているためと考えた。さらに鶴見らは飢餓や渇望といった身体状態を作り食べ物や薬物への衝動を生み出す島皮質の賦活の減少について、報酬期待下の島皮質の活動低下がギャンブル障害のバイオロジカルマーカーになるのではないかと推測している。腹側被蓋、側坐核、島皮質、視床下核が行動の開始あるいは維持についてのコストベネフィットを計算し、遺伝子の読出しパターンを変化させるとの考えも動物実験等で提案されている。
竹内らはギャンブル障害患者らを損失忌避性で二つに分け脳構造を比較している。いずれの群も縁上回、小脳後葉の灰白質が小さく、損失忌避性の高い群では右の小脳後葉と両側の内側眼窩前頭前皮質が顕著に小さかったことを報告している。
藤本らは、ギャンブル障害では、許容できるリスクの大きさを柔軟に切り替えることに障害があり、リスクを取る必要のない条件でも、不必要なリスクを取ることを明らかにした。また、ギャンブル障害では、ノルマの厳しさを正しく認識するのに必要な前頭葉の背外側前頭前野の活動が低下していること、リスク態度の切り替えに重要な背外側前頭前野と内側前頭前野の結合が弱いほど、ギャンブルを絶っている期間が短く、また、リスクを取る必要のない条件でハイリスク・ハイリターンのギャンブルを選択する傾向が強いことを示している。
こうした脳の構造や活動の差が、持続的かつ反復性のギャンブルによって起こったのか、それ以前からの差なのか、あるいは以前からこの傾向があり強化されたのかは不明である。
物質使用障害、嗜癖性障害との関連がしばしば指摘されている新奇探索傾向を示す男女200人ほどを14歳から16歳まで追跡調査した研究では、誠実さ（誠実でないと物質使用問題を抱えやすい）、報酬の時間割引の大きさ（報酬をもらえる時期が遅れるとその報酬の価値が小さくなると感じる度合いが大きいと≒即時報酬を好む度合いが大きいと、物質使用の問題を抱えやすい）が物質使用問題とかかわることが示され、また、Monetary Incentive Delay Taskで、小さい報酬と大きい報酬での腹側線条体、中脳、背外側前頭前野の活動差が14歳時点で小さいと、16歳で物質問題を抱えやすいことが明らかにされた。これに類する課題での報酬反応の低下は、虐待等での愛着障害でも報告されており、その関与もあるかもしれない。かつてPTSDによって海馬が小さくなったと考えられたものが、今ではもともと海馬の小さいものがPTSDを発症しやすいと考えられていることや、ギャンブル障害における遺伝の影響を合わせて考えると、持続的かつ反復性のギャンブルを行う以前からなんらかの脳の構造や活動に差があったとみる方が妥当かもしれない。いずれにせよ、横断的な研究では相関関係しか論じられないので、今後、個々人を追う縦断的な研究によって因果関係に踏み込んでいく必要がある。
ただし、脳は可塑性に富み、柔軟に変化しうるので、脳の構造差や活動の差が、事前であれ、事後であれ、あるいはその相互作用であれ、あったにしても、そのことをどこまで重視すべきかは不明である。

### 心理的要因

#### 心理状態
精神科医の田辺等は、ギャンブル依存者の体験談を分析した結果、ギャンブル依存者はフラストレーションやセルフエスティーム、自己同一性（とくに職業に関するもの）に問題を抱え、空虚さや軽い抑うつ感を抱き、熱中する何かを求めている傾向にあると指摘している。丹野ゆきは、負の感情を紛らわせようとギャンブルに走ったところで紛らわせることができるのは一時に過ぎず、再び負の感情に苛まれギャンブルに走り、次第にギャンブルをしていないと負の感情に対処できなくなって常にギャンブルをする状態に陥っていくと指摘している。

#### 部分強化
人間には、ある行為によって必ず報酬を得られる場合よりも、ある行為によって間欠的に報酬が得られる場合の方がその行為への執着が高まるという傾向がある。この傾向を部分強化という。借金をする羽目になったギャンブル依存者はギャンブルに勝つよりも負けることが多いが、それでもギャンブルをやめようとしない原因には、負けが続く中でたまに勝ちを経験するとその経験に執着し、負けが続いていても「負けが続いているのでそろそろ勝つだろう」あるいは「次は絶対に勝てる」という心理状態に陥り、過去の成功パターンを繰り返そうとすることがあると考えられている。

#### 充足パラドックス
ギャンブルは勝ちたいという欲求に基づいて行われる。当初は1回の勝ちによって欲求が充足されるが、ギャンブルを繰り返すうちに1回の成功体験では欲求が充足されず、たとえ勝ったとしても更なる勝ちを求めて儲けを次のギャンブルに投入することになる。負けた場合には不快感が生まれ、それを埋めるために次のギャンブルにのめり込むことになる。これを充足パラドックスという。ギャンブル依存者は充足パラドックスに陥り、勝ち負けに関係なくギャンブルを繰り返すようになると考えられている。以上の心理要因は、しばしば指摘されるが、観察的報告であり、実証的な証拠に乏しい。

### 環境的要因

#### 成育環境
成育環境は、ギャンブル依存症の発症に影響を与えると考えられている。影響は「ストレス発散の手段としてギャンブルを行うことを抑制する」という形で表れる。成育環境を形成する要因としては、前述の家庭環境のほか交友関係、近隣住民が持つ価値観、信仰する宗教などが挙げられる。

#### ギャンブル場の雰囲気
ギャンブル場の雰囲気も、ギャンブル依存症の発症に影響を及ぼすと考えられている。たとえばギャンブル場がソフトで明るい外観を有するようになると、女性や若者がギャンブル場に立ち入りやすくなると考えられる。精神科医の榎本稔は、具体例として、日本において「おしゃれできれいなサロン風」のパチンコ店が増えたことで、女性でも抵抗なくパチンコ店に入店できるようになってしまったと指摘している。一例として駅前にあるパチンコ店のトイレは駅構内や駅前周辺の公衆トイレよりも明るく綺麗なことが多く、用足しで入店するケースもある。また、パチンコ店は2020年4月より全面禁煙となったことで、タバコの副流煙による健康被害が皆無となった。公営競技の場外発売所も同様である。また、インターネットや携帯電話を使ったギャンブルが可能となったことで、足腰が悪い高齢者など本来ギャンブル場への移動が困難な者でも、ギャンブルに参加しやすい環境が生じたと考えられている。Welte(2004）によれば行うギャンブルの種類の数は問題ギャンブリングの有力な予測因子だという。

## 予防
シンガポール国家依存症管理機構は、定期的な疫学調査、予防教育、入場料、排除命令、ギャンブルヘルプライン（電話相談など）、自己診断アプリ無料提供、ウェブサイトを通じたチャットサービスを、重要な予防対策として上げている（シンガポール依存症対策機関Christopher Cheok）。
また米国依存症対策専門家のKen Wintersは、ギャンブラーのうち90％超は娯楽程度に楽しんでいる者であり、ここには教育、広報を通じた啓蒙が重要だという。約5％は自己管理が不安定化しつつある危険な兆候のあるギャンブラーで、ヘルプラインサービスで回復可能としている。また約1％が社会生活・家族生活に重大な支障が生じていて、医療・社会政策的（福祉政策的）な介入が必要としている。
日本ではパチンコ依存問題のヘルプラインとして、リカバリーサポート・ネットワークが機能しており、10年間で2万件の相談を受けている。Christopher Cheok、Ken Wintersらの指摘や、動機付け面接の効果が認知行動療法と遜色ないといった報告を考慮すれば、こうしたヘルプラインの充実が日本のギャンブル障害予防対策として重要であろう。
依存の問題は何かを過度に行う、もしくは乱用することで引き起こされる。したがってギャンブル障害を予防するにはギャンブルし過ぎないよう注意することが重要となる。精神科医の田辺等は、以下の4つの点に注意するべきだと述べている。
1. ギャンブルする金額を小遣いの範囲内にとどめ、レジャーの範囲を逸脱しないようにする
2. ギャンブルで大きく負けたとしても、借金をして負けを取り戻そうとしない
3. レジャーやストレス発散の方法のレパートリーを増やす（レパートリーの狭小化が依存を招く）
4. 現在の自分の仕事や立場、人間関係に関する不満を考え、その上で目標とする将来像を描き、実現に向けて努力する（ギャンブルの目的を考えてみる）

精神科医の伊波真理雄は、近親者にギャンブル障害患者がいる場合、自らの抱える遺伝的要因あるいは環境的要因を認識し、ギャンブルをするとやめられなくなる傾向があると自覚することを予防法として挙げている。榎本稔は、金銭の管理は本人に任せずに周囲の人間が行うことが重要であると述べている。
また、DSM-5の診断基準によれば、賭博にのめり込みすぎるあまりに金を使いすぎて問題が発生することがギャンブル障害を引き起こす前提となっているため、ギャンブルで勝つ、または負けすぎないことも予防となり得る。 ちなみにギャンブルで勝利するには相当な努力が必要であり、そのような努力はできないとあきらめて問題を克服する可能性も示唆される（「認知の歪み」の修正）。

## 治療
家族療法や認知行動療法（CBT）が治療に役立つことがある。患者をギャンブル環境から遠ざけることを目的として入院治療が行われることもある。
最もエビデンス報告の多い治療の手段は認知行動療法であるが 、これは認知行動療法が無作為化試験を行いやすいためでもあり、必ずしももっとも効果的であるとは言い切れない。認知行動療法においては、機能分析の枠組みに基づき、患者にとって望ましい結果が得られるためにギャンブル行動が維持されると理解できることから、ギャンブル行動と機能的に等価な（同様に望ましい結果が得られる）代替行動の獲得をサポートすることが、重要な要素の一つとされている。
ギャンブル障害に対する薬物療法はいまだ確立されていないものの、今日では精神薬理学的治療はギャンブル障害の治療に重要な役割を果たしている。クロミプラミン（アナフラニール）、SSRIなどの抗うつ薬、炭酸リチウム（リーマス）、カルバマゼピン（テグレトール）、トピラマート（トピナ）などの気分安定薬、非定型抗精神病薬が使われる。
海外ではオピオイド製剤であるナルトレキソンや、抗うつ薬の一種であるブプロピオン（DNRI）なども使われる。
自助組織であるギャンブラーズ・アノニマス（GA）への参加は、一部の患者に対しては有効だといわれている。しかしギャンブラーズ・アノニマス（GA）からの脱退率も高い。
日本では12ステップのプログラムを用いたピアサポートグループであるギャンブラーズ・アノニマス（GA）が各地に存在している。GAの成功率について、StewartおよびBrown（1988年）は、232人の参加者のうち、1年後でも完全な休止を続けてGAでも活発な活動を行っていたのは8％。2年後には7％になったと報告している。

### 久里浜式外来プログラムの流れ
全6回の外来を目標とし、代替行動の発見と試行、欲望充足感の獲得を目的とする。
1. 診断。アルコール使用障害などとの併存障害を調べた上で治療方針を決定する。
2. 自己の欲望の再確認。「何のためにギャンブリングをしたのか」などを再確認する。心理検査（知能テスト「WAIS」など）もしつつ、現在もギャンブリングしているかどうかの確認を行う。
3. ギャンブリング代の計算。それが金銭欲に見合うのかどうかの確認。
4. 利益不利益の確認。金銭欲、名誉欲を満たしているのかどうか。
5. 代替行動の計画。ギャンブリング以外で金銭欲や名誉欲などを満たす方法を考える。
6. まとめ。プログラムの終了についての判断をする。そして半年および一年後に手紙で訪問を行う。

その手紙訪問の結果、半年後の転帰状況は、断ギャンブリングに至ったのは40％、コントロールギャンブリング（ギャンブル障害をきたさず、問題なくギャンブリングできる状態）に至ったのは29％、ある程度の問題あるギャンブリング（SOGSだと3，4点でそこそこにコントロールできている状態）だったのが31％との報告がなされている。

### ギャンブル障害の真実と迷信
ギャンブル依存症（ギャンブル障害）には迷信も多い。D.リチャード、A.ブラッチンスキー、およびL.ノーワー編の「ワイリー・ブラックウェル ギャンブリング障害 ハンドブック」では、エビデンスに基づいたギャンブル障害の真実と迷信の例として以下を上げている。

- ギャンブル障害は、疾病（ギャンブルが原因で生じた後天的な障害）モデルで全体を説明することができる　→　「×」：医学モデル（障害は個人に帰属）と社会モデル（障害は個人に帰属しない）の統合をめざしたモデルが妥当
- 否認は、嗜癖（アディクション）に特有であり、このギャンブル障害の進行過程と密接に結びついた要素である　→　「×」：否認は嗜癖（アディクション）特有の症状ではなく、いやなことを否定するのは普通。たとえば心理学では「社会的望ましさ尺度が作られ、「嘘をついたことがない」などに〇をしたデータの扱いには慎重であるべきとされている
- 一般的に、家族に共依存の問題に向き合ってもらうことは効果的である　→「×」：共依存、イネブラーなどの用語で、いわゆる依存者の依存行動を支える者の存在が示され、その支えがある故に依存行動から離脱できないといった見解があり、家族は突き放すべきといった主張があるが、そのエビデンスはほとんどなく、むしろ家族の協力や支えが回復または適応に役立つとするエビデンスが多い。
- ギャンブル障害の治療は、専門的な資格を持ったものでなければ効果がない　→「×」：むしろ、心理職、ソーシャルワーカー等の支えが有効
- ギャンブラーズ・アノニマス（GA）は、アルコホーリクス・アノニマス（AA）とほぼ同じか同じ性質のものである　→「×」：異なる性質を持つ。同一視しているところは注意が必要
- 認知技術および認知行動技術は、ギャンブル障害の治療の有効性において、相互援助グループや他の治療方法と同じ程度の効果がある　→「×」：ここでいう認知行動技術は認知行動療法に限定されないが、その要素を持つ介入が最も有効。ただし自主性の引き出しが鍵となる。教え込みや説得は効果が低い。
- ギャンブル障害の疾病モデルは、臨床データから誕生したものである　→「×」：AAによる大きな影響があり、必ずしも臨床データと一致しない
- 行動変容段階モデルなどのいくつかの説明モデルは、嗜癖（アディクション）回復モデルの代替になる可能性は低い　→「×」：むしろ有望
- 再発防止モデルは統一することができる　→「×」：単一障害ではなく統一はできない

### ギャンブル等依存症対策推進本部
2018年（平成30年）10月5日施行された、ギャンブル等依存症対策基本法（平成30年法律第74号）第24条の規定に基づき、ギャンブル等依存症対策を総合的かつ計画的に推進するため、同日、内閣に、内閣官房長官を本部長とし、関係閣僚を本部員とするギャンブル等依存症対策推進本部が設置された。毎年5月14日から5月20日は、ギャンブル等依存症問題啓発週間で、金融庁、厚生労働省、消費者庁、業界団体が対策を行っている。

## 疫学

### 世界の有病率
国立病院機構久里浜医療センター樋口進のまとめによれば、各国のギャンブル等依存症が疑われるものの割合は以下。
- オーストラリア（2001年、276,777人対象、SOGS5点以上、「生涯」のうちでの疑い：SOGSについては下記参照）が男性2.4％、女性1.7％。
- オランダ（2006年、5575人対象、SOGS5点以上、「生涯」のうちでの疑い）1.9％。
- 米国（2001年、2683人対象、SOGS5点以上、「この一年」での疑い）1.9％。
- 香港（2003年、2004人対象、DSM-IVによる（生涯））1.8％。
- フランス（2011年、529人対象、SOGS5点以上、「生涯」のうちでの疑い）1.2％。
- スイス（2008年、2803人対象、SOGS5点以上、「生涯」のうちでの疑い）1.1％。
- カナダ（2005年、4603人対象、SOGS5点以上、「生涯」のうちでの疑い）0.9％。
- 英国（2000年、7680人対象、SOGS5点以上、「この一年」での疑い）0.8％
- 韓国（2010年、5333人対象、DSM-IVによる（生涯））0.8％。
- スウェーデン（2001年、7139人対象、SOGS5点以上、「この一年」での疑い）0.6％。
- スイス（2008年、2803人対象、SOGS5点以上、「この一年」での疑い）0.5％。
- イタリア（2004年、1093人対象、SOGS5点以上、「生涯」のうちでの疑い）0.4％。
- ドイツ（2009年、10001人対象、SOGS5点以上、「生涯」のうちでの疑い）0.2％。

2013年5月に改訂されたDSM-5では、「この1年のギャンブル障害の有病率」は一般人口の約0.2〜0.3％、「生涯有病率」は約0.4〜1.0％。女性の生涯有病率は約0.2％、男性約0.6％。アフリカ系アメリカ人の生涯有病率は約0.9％で、白人では約0.4％、ヒスパニック系では約0.3％と表記している。
　Griffithsらは、2000年以降、大人の問題または病的ギャンブリング（ギャンブル障害）を調査した研究で、問題または病的ギャンブリング（ギャンブル障害）をアセスメントする標準化された方法を用いており、500名以上が参加し、高齢者、学生といった限定的な調査ではなく全国調査と呼べるものを収集。30か国、69件の研究が選択され、その結果をまとめると以下。同じ国で複数の報告がある場合、最近の研究で代表。
生涯有病率（生涯のどこかでギャンブル障害の疑い）
12か国の報告、デンマーク（2006）0.5％～韓国（2010）3.8％。
平均1.51％、中央値1.05％。
日本の3.6％（久里浜、2017）は、12か国では2位相当、韓国、エストニア並みに高い。
ただし、ギャンブル障害を議論する場合、生涯有病率は累積的に増えるべき数字であり適当でない。
過去一年有病率（最近一年間でのギャンブル障害の疑い）
17か国の報告、オランダ（2011）0.15％～南アフリカ（2001）4.80％。
平均、0.83％、中央値0.40％。
日本の0.8％（久里浜、2017）は、17か国中で7位相当、スウェーデン、オーストリア並み、平均的もしくはやや高い。パチンコ分の補正を行うとより平均的。
回復率（（生涯有病率－過去一年有病率）÷生涯有病率×100で算出）
生涯有病率、過去一年有病率がそろっていたのは7か国。
フィンランド（2007）38％～オランダ（2006）70％。
平均57％、中央値56％。
　ここでいう「ギャンブル等依存症の疑い」があるとは、DSM-5（ギャンブル障害とは、を参照）でＡ基準が4個以上相当を指す。つまり、軽度以上が「疑い」であり以下の二基準がよく当てはまる（DSM-5）。
- しばしば賭博に心を奪われている（A基準４）
- 失った金を“深追いする” （A基準6）

しかし、「深追い」は「いわゆるギャンブル依存症の疑い」がなくても見られ（単独では「疑い」の判別力が小さく：以下同様）、また、
- 賭博をするのを制限する、減らす、または中止するなどの努力を繰り返し成功しなかった（A基準3）

も「疑い」がなくてもよく当てはまる。同じく、
- 苦痛の気分（例：無気力、罪悪感、不安、抑うつ）のときに、賭博をすることが多い（A基準5）

はストレス解消行動としての娯楽では当たり前に当てはまるので「疑い」がなくても当てはまる。つまり、
- 失った金を“深追いする” （A基準6）
- 賭博をするのを制限する、減らす、または中止するなどの努力を繰り返し成功しなかった（A基準3）

といった、「ギャンブル等依存症の疑い」がなくても当てはまる基準に加えて、
- しばしば賭博に心を奪われている（A基準4）
- 賭博へののめり込みを隠すために、嘘をつく（A基準7）

の、思考のとらわれや、嘘・隠し事といった「ギャンブル等依存症の疑いがない人」ではあまり選択されない項目が加わって「（軽度以上の）ギャンブル等依存症の疑い」となる。そしてこの状態は、どのようなレジャーや娯楽、趣味でも、「のめり込んでいる」レベルで十分生じうる。このレベルを「（軽度以上の）疑い」と呼んでいる。
マスコミ等で紹介されるいわゆる「ギャンブル等依存症」の例、賭博のために対人関係や職業上の機会を危険にさらす（A基準8）、賭博で失った金を出してくれるように他人に頼む（A基準9）が繰り返し当てはまるのは、中等度から重度（主に重度）。
また「「生涯」のうちでの疑い」とはこうした基準が、生涯のどこかのある12ヶ月であてはまった、またはこの12か月であてはまっていることをいい、「「この一年」での疑い」はここ12ヶ月で当てはまる場合をいう。したがって、「「生涯」のうちでの疑い」は死亡、人口移動等がない限り増える一方であり、ギャンブル等依存症の予防対策等の効果を考える場合などでは「「この一年」での疑い」の変動で議論すべきであろう。

### 日本の有病率
2009年に発表された研究調査結果（SOGSによる）によると、日本の成人男性の9.6%、同じく女性の1.6%、全体平均で5.6％がギャンブル等依存症の疑いがあった。これはアメリカの0.6%、マカオの1.78%などと比較して極めて高い数値であった。この年の成人人口（国勢調査推計）から計算すれば、男性は483万人、女性は76万人、合わせて559万人がギャンブル等依存症の疑い（DSM、4点以上相当）」と推測された。
さらに2013年調査（2014年8月報告：厚生労働省研究班：SOGS5点以上、生涯、約4千人対象）では4.8％（536万人）が「ギャンブル等依存症の疑い」と発表し、やはり諸外国と比べ、「生涯の疑い」が多いと推定された。これがギャンブル等依存症への対策強化の必要性の根拠のひとつとなってきた。
一方、2017年3月に厚生労働省の研究班が同様の調査を1万人規模で行うにあっての予備的調査では、異なる結果が報告されている。
東京23区や大阪市、名古屋市、福岡市などの全国11都市の大都市圏に住む20歳から74歳までの男女2200人を適切にサンプリングし、協力を得られた993人が対象で、それによると生涯を通じてギャンブル等依存症の疑いがある人は2.7％（実数26名）であった。これを基にすると日本全国では推計約270万人で、2013年調査から半減している。
しかし、これらは「生涯の疑い」は、人が亡くなる等でない限り、累積的に増えるべき数字で、適切なサンプリングの行われた調査での数字としては開きが大きすぎる。いずれかの調査に問題があるか、尺度の安定性は確かめられているだけに謎である。
さらに、2017年9月29日、全国調査結果の中間とりまとめが報告された（国立病院機構久里浜医療センターなどの研究班による）。2017年5〜6月、20〜74歳の男女1万人を対象に行われ、4685人が面接での調査に回答したもの。結果、成人の3.6％（約320万人、実数158人）が生涯でのギャンブル等依存症の疑いと推計された。この調査によれば、この１年間でのギャンブル等依存症の疑いは0.8％（約70万人、実数32人）。最もお金を使ったのはパチンコ・パチスロとした人が26人おり、いわゆるパチンコ・パチスロ依存は57万人と推測される。
2021年8月27日の厚生労働省の発表によると、依存が疑われる人は、男性は3.7％、女性は0.7％。過去1年間最も金銭を使ったギャンブルは男性は、パチスロ、パチンコ、競馬の順で多く、女性はパチンコ、パチスロ、宝くじであった。また依存が疑われる人は依存していない人よりもうつ病や不安傾向が強く、自殺を考えたこと、自殺しようとした経験がある人が多い傾向があった。
2024年8月30日、厚生労働省がギャンブル依存症に関する調査の結果（速報値）を公表した。「ギャンブル等依存症対策基本法」に基づく調査で、2023年11月から2024年1月に実施。全国の18～74歳の8898人の回答を分析した。ギャンブル依存が疑われる人は回答者全体の1.7％。男性は2.8％で、女性が0.5％だった。依存が疑われる人が過去1年間で最もお金を使ったギャンブルはパチンコ（46.5％）で、パチスロ（23.3％）が続いた。新型コロナウイルス感染症の流行前（2020年1月時点）と比較したオンラインギャンブルの傾向について、「新たに始めた」「する機会が増えた」と答えた人の割合は、依存が疑われない人で3.6％だったのに対し、依存が疑われる人では19.9％に増えた。あわせて公表されたギャンブル依存などを抱える当事者とその家族を対象にした調査では、当事者（有効回答288件）の7.5％、家族（同382件）の11.7％が、「オンラインカジノが当事者の問題となっている」と答え、オンラインギャンブルの問題の深刻さが浮き彫りになった。

## 周囲に与える影響
ギャンブル依存症の特徴のひとつに、ギャンブル依存者の周囲にいる人間に与える影響の大きさを挙げることができる。「周囲の人間が傷つく度合いにおいて、ギャンブル依存症を超える病気はない」ともいわれる。さらに、傷ついたことがなかなか周囲に理解されない、世間体を気にして周囲に打ち明けにくいという傾向がある。ギャンブル依存症の発症により、家族関係や家族の精神状態が大きく変化させられる場合もあり、家族の精神状態が悪化することで、依存者の抱える問題がより深刻化することもある。

### 配偶者・子供
もっとも大きな影響を受けるのは配偶者である。ギャンブル依存者がギャンブルにのめり込むと、はじめは自分の収入や財産を注ぎ込むが、それらが底をつくと配偶者（結婚しておらず同棲している場合にはその相手）の収入や財産に手をつけるようになる。また、ギャンブルに負けたり、ギャンブルを咎められたギャンブル依存者が暴力を振るうことがある。さらにギャンブル依存者が消費者金融などに借金を作って取り立てにあい、配偶者が経済的・精神的な負担がかかりうつ病などの精神疾患を引き起こすこともある。精神科医で作家の帚木蓬生が100人のギャンブル依存者について調査を行ったところ、65人に配偶者がいたが、そのうち10人が精神的な問題を抱え医療機関に通院中であった。
子供に及ぶ影響も深刻である。ギャンブル依存症が進むと、ギャンブル依存者と配偶者の信頼は崩れ関係が冷え込むことが多いが、子供はそうした関係を目の当たりにして育つことになる。
また、両親は、それぞれギャンブルをすることやギャンブル依存者が引き起こす問題に対処することで頭が一杯で子供に目が向かなかったり（ネグレクト）、子供に八つ当たりをすることがある（虐待）。このような境遇（機能不全家族）に置かれた子供は成人後、親の借金の尻ぬぐい、対人関係障害、抑うつ、親としての機能障害、依存症などの問題を抱えるケースがある。このような機能不全家族で育った成人をアダルトチルドレンと呼ぶこともある。

### 親・兄弟姉妹
ギャンブル依存者の親は、我が子の不幸を看過できないという思いや世間体、「自分の育て方が悪かったのか」という自責の念からギャンブル依存者が作った借金の尻ぬぐいをする場合がある。高齢者など親に十分な資力がなく（あるいは亡くなっている）、さらにギャンブル依存者に配偶者がいないか配偶者との関係が破綻した場合、兄弟姉妹がギャンブル依存者の苦境を見捨ててはおけないという思いから兄弟姉妹が借金の肩代わりをしたり金の無心を受ける羽目になることもある。兄弟姉妹の配偶者や家族がそのことに反発を覚え、兄弟姉妹の家族関係に悪影響を及ぼすこともある。

### 親類・友人・知人・職場
ギャンブル依存者は、あらゆる人間関係を駆使して金を工面しようとする傾向にある。たとえば、適当な理由をつけて遠い親戚から金を借りようとすることがある（遠い親戚は配偶者や親兄弟と異なり、ギャンブル依存者に関する詳しい情報を把握していないことが多い）。友人や知人からも同様に適当な理由をつけて金を借りようとすることがある。ギャンブル依存者に職がある場合、職場から給料や退職金の前借や横領、自営業の場合は会社の運転資金を使い込むことがある。

### 周囲に対するケア
前述のように、ギャンブル依存症はギャンブル依存者の家族の心身に深刻な影響を及ぼす。そのためギャンブル依存者本人だけではなくその家族に対するケアを行うことが必要とされる（ギャンブル依存症の治療に携わる者の間には、「まずは困った家族を最初に援助する」という格言が存在する）。まずギャンブル依存者のギャンブル依存によって家族が身体・精神に疾患を抱えていないか診断し、治療を行う必要がある。また、家族がイネーブリングや共依存に陥っている場合、家族をギャンブル依存者から心理的・空間的に引き離し、イネーブリングを行わないよう改善を促す必要があるとの見解もある。ギャンブル依存症の特性や治療の道筋を理解させる必要もある。とくにギャンブル依存者が病院や自助グループに通うようになっただけで依存症が治ったと誤解する家族が多いため、誤解を解かねばならない。ギャンブル依存者が借金を抱えている場合はその処理について家族を支援する必要がある。家庭が機能不全家族に陥っている場合は、将来的に「普通の家庭」を取り戻すことに備えさせる必要がある。それまでの恨みや怒りから、ギャンブル依存者が回復したとしても依存症になる前と同じように接するのが困難な心理状態に陥る家族が多いためである。家族のための自助グループも存在する（ギャマノン）。
ギャンブル依存者の治療が進みギャンブルを断つことに成功すると、家族との間で新たな問題が生じる可能性がある。ギャンブル依存者本人が家族に対し「自分を信用してほしい」と思うようになるのに対し、それまで苦しめられてきた家族はなかなかギャンブル依存者のことを信用しようとしないからである。このような問題を解決するために、家族が自助グループに通うことが有効である場合もある。

## ギャンブル依存者

### 人数

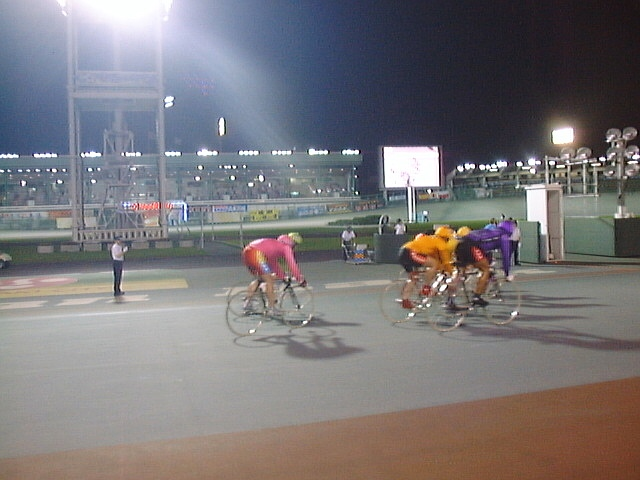
日本では、公営競技の多くに地方自治体が関与している

#### アメリカ合衆国
アメリカ合衆国では1975年にミシガン大学によってギャンブル依存症（の疑いのある人：以下すべて同様、確定診断ではない）に関する実態調査が初めて調査が行われ、成人の0.77%がギャンブル依存症、2.33%が予備軍であると報告されている。1980年代に5つの州で行われた調査では、成人人口の0.1%から2.3%がギャンブル依存者であるという結果が出ている。2008年においては、成人の0.6%がギャンブル依存症、2.3%が予備軍であると報告されている。

#### 日本
日本では2007年、厚生労働省の助成を受けた研究班がギャンブル依存症のリスクのある人に関する調査を開始した。多くの公営競技について地方自治体や一部事務組合が主催しまたは投票券の発売を行っているにもかかわらず長らく行政がギャンブル依存症に関する実態調査を行っていないことは、かねてから批判の対象となっていた。2009年に発表された厚生労働省の助成を受けた研究班による研究調査結果によると、日本の成人男性の9.6%、同じく女性の1.6%、全体平均で5.6％がギャンブル依存症のリスクがあった。これはアメリカの0.6%、マカオの1.78%などと比較して極めて高い数値であると言える。この年の成人人口（国勢調査推計）から計算すれば、男性は483万人、女性は76万人、合わせて559万人がギャンブル依存症のリスクを持つ人となる。しかし、現在はこの調査での推測はほぼ否定されている。
2017年9月、同じ国立病院機構久里浜医療センターが「国内のギャンブル等依存に関する疫学調査」の中間とりまとめを発表した。それによると直近一年間でギャンブル等依存症の疑いのある者の割合は0.8％（約70万人、実数32人）。このうち最もよくお金を使ったギャンブル等についてはパチンコ・パチスロが最多であり、割合は0.7%（約57万人、実数26人）だった。

#### その他
その他の国で行われた調査をみると、カナダのケベック州で一般人口の0.25%がギャンブル依存症、香港で1.8%がギャンブル依存症、4.0%が予備軍という結果が出ている。カナダのアルバータ州エドモントンとアメリカ合衆国のミズーリ州セントルイスでは生涯有病率（人が生涯のうちでその病気になる確率）に関する調査も行われており、それぞれ0.4%、0.9%という結果が出ている。2003 年以降、マカオでもギャンブル依存症が顕在化しているため、米国精神医学協会が提案している DSM－Ⅳに基づいて調査を行ったが、これによるとマカオ市民のギャンブル依存症の発生率は 1.78%となっている。これらのデータは比較的古いので、本記事の「疫学」節参照。

## 借金
ギャンブル依存者が借金（債務）を抱えている場合、借金への対応が問題となる。借金の問題を抱えていないギャンブル依存者は存在しないという見解があるが、一方、日本で行われた国内の調査での推定疑い数では借金のない依存疑い者も多い。
注意しなければならないのは、周りの人間による借金の肩代わりはギャンブル依存者に治療を受けさせない限りイネーブリングに過ぎず、かえってギャンブル依存者に対する債権者からの信頼を高め、借金をしやすい環境を作り出すだけであるということである。周囲に借金を肩代わりさせたギャンブル依存者が再び借金を背負うことになる可能性は高い（しかも、借金の額は回を重ねるごとに増えていくのが一般的といわれている）。また、少しでも肩代わりをすると、法的にはその借金を自らの借金だと認めたことになってしまうことが多いので注意を要する。借金による経済的困窮や返済の苦労にはギャンブル依存者をギャンブルから遠ざけ、病識を持たせる効果を期待できることからも、借金の肩代わりは行わず、ギャンブル依存者本人に返済させることが望ましい（帚木蓬生によると、借金を放置することによる利子の額よりも、肩代わり後の新たな借金の額の方が大きい）。借金にギャンブル依存者自身が問題を引き起こした以上、「あくまでも本人を問題に『直面化』させることが必要」である。

### 法的処理

#### 日本
借金の返済にあたっては、必ず弁護士など法律の専門家に相談しなければ患者・債務者にとって望ましい結果はまず得られない。返済能力を超えた借金を抱え自己破産を選択すべき状況に陥っていることや、利息を払い過ぎているなどの理由から債務の圧縮が可能な場合があるからである。なお前提として、弁護士の側が精神科ないしは心療内科を専門とする医師の診断書を求めてくる。
自己破産については、日本では破産法に浪費や賭博など射幸行為をしたことによる債務については免責を認めないことができると規定されており（破産法252条1項4号）、債権者側の弁護士が債務者のギャンブル依存を理由に申し立てを棄却すべきと反対意見を主張することもある。各地方裁判所によって運用の違いはあるが、実際には、裁判官による裁量免責が認められるケースが多い。

ただし、自己破産した者の情報は官報に記載されるため、その情報を基に更なる融資を持ちかける消費者金融・闇金融業者が現れる可能性が高いことに注意を払う必要がある。民法708条に対する最高裁の判例により闇金融業者には返済自体行う必要がないとされているが、そもそもが違法な貸し付けや取り立てを行っているため自己破産による免責が認められた借り手に対しても取り立てをやめようとはしない。借り手は警察やその手の事情に精通した弁護士、法テラス、日弁連などの協力・支援を得られない限り、免責後も返済を強いられることになる。

ギャンブル依存者がギャンブルの資金を捻出するために借金をしたり財産を処分することを防ぐためには、消費者金融の業界団体日本貸金業協会に対し、直接または全国銀行個人信用情報センターを通じて貸付自粛依頼を行うといった対策法がある。

## 犯罪
ギャンブル依存者は様々な手段を使ってギャンブルの資金を工面しようとするが、資金を得るために犯罪に走るケースも少なくない。アメリカ合衆国での調査によると、ギャンブル依存者の自助グループ「ギャンブラーズ・アノニマス」会員の21%、退役軍人病院においてギャンブル依存症の治療を受けたギャンブル依存者の46%に逮捕歴があった。また、同国の一般受刑者の3割がギャンブル依存症であるとの調査結果もある。
イギリスで行われた調査によると、ギャンブラーズ・アノニマスの会員が行ったことのある犯罪の大部分は暴力を伴わない犯罪である。しかし借金の額が大きくなると保険金殺人など暴力を伴った重大犯罪に走るケースもある。中村努によると、花粉症になればくしゃみが出るのと同様、依存症が進行する中でギャンブル依存者は道徳性を失い、嘘をついたり犯罪に走る者が現れるようになる。
ギャンブル依存者が走りやすい犯罪の一つに「保険金詐欺」が挙げられる。アメリカでギャンブラーズ・アノニマス会員241名を対象に行った調査では、会員の47%が事故のでっち上げや故意に事故を起こすなど虚偽の申告によって保険金を詐取した経験があるという結果が出ている。また、アメリカの保険業界の推計によると、不正請求による損害のうち3分の1はギャンブル依存者によって引き起こされている。

## 生理学的・生化学的研究
前述したギャンブル依存症の診断基準はすべて心理または社会的行動の変化を対象としており、医学的診断に通常みられる生理学的・生化学的変化に着目したものがない。これはギャンブル依存症がもたらす生理学的・生化学的変化の解明が不十分であることによる。ただしそうした変化の解明は徐々に進みつつある。

### 生理学的研究
生理学的な研究として、ギャンブル依存者と健常者にギャンブルの対象となるゲームをさせた際の心拍数の比較がある。健常者の心拍数はゲーム中に増加するものの終了後すぐに平常値に戻る。これに対しギャンブル依存者の心拍数はゲーム開始後の増加が早く、しかもゲーム終了後も増加している状態（頻脈）が長時間持続する。このことから、ギャンブル依存者はギャンブルの対象となるゲームをした際に過度に興奮し、しかも興奮から醒めにくい身体的特徴を帯びていると推測される。ギャンブル依存者は知的な作業をさせた際の脳波測定（脳波の左右差の測定）においても特徴を示す。健常者の場合、言語的な作業をさせると左半球が、図形的・感覚的な課題を与えると右半球が活動を高めるが、ギャンブル依存者にはこのような活動の高まりがみられない。

### 生化学的研究

#### β-エンドルフィンに関する研究
6人の被験者の血液中の物質を安静時、パチンコをしている時、パチンコが大当たりしている時に分けて測定する実験を行い、パチンコをしている最中にはβ-エンドルフィンの血中濃度が高まるというデータが得られたと発表いう発表があり、田辺等はこの実験結果から、ギャンブル依存者の脳内では内因性の脳内麻薬が分泌されているのではないかと推測している。田辺はまた、ギャンブル依存者がしばしば「ギャンブルをしている間は空腹や疲労を感じず、半日以上食べなくても平気である」と証言することに着目し、覚醒剤がもたらす効果に似ていると指摘している。βエンドルフィンの阻害薬が治療薬候補となっているが、認可されていない。

#### 神経伝達物質に関する研究
脳脊髄液中に含まれる神経伝達物質とその代謝物の量を測定すると、それらの物質が脳内でどのような働きをしているか推測することができるが、ギャンブル依存者について測定すると、その脳内ではドーパミンとノルアドレナリンが活発に生成・消費されていることが推測できる。一方、同じく神経伝達物質セロトニンの活性度を示す血小板のモノアミン酸化酵素が低下し、セロトニン受容体の感受性の指標とされるクロミプラミンを静脈注射した後のプロラクチン反応が鈍いというデータも得られる。これらを総合すると、ギャンブル依存者の脳内ではドーパミンとノルアドレナリンの働きが強まる一方、セロトニンの働きが低下するとみなすことができる。ここで3種の神経伝達物質の働きを単純化して考え、ドーパミンが行動の活性化、ノルアドレナリンが行動の維持、セロトニンが行動の抑制を司るとした場合、ギャンブル依存者はギャンブルに対して過度に興奮しその状態が持続する一方、興奮を抑えにくい状態にあると考えることができる。ドーパミンの分泌を抑制すればギャンブル依存症の症状を抑えることができるかといえば、そうとは限らない。そればかりかドーパミンの減少はパーキンソン病様の症状をもたらす危険もある。
ただしこの研究については、ギャンブル依存症を発症したからドーパミンとノルアドレナリンが働きを強めセロトニンの働きが低下するのではなく、もともとドーパミンとノルアドレナリンの働きが強くセロトニンの働きが弱い人間がギャンブル依存症を発症するのだとする見解もある。この見解に立ちつつ、ドーパミンが新奇性の追求、ノルアドレナリンが報酬に依存した（報酬があれば行動を続け、報酬がなければ行動をやめる）態度、セロトニンが危険回避を司るとした場合、新奇なものに敏感で報酬があれば行動を続け、損害を顧みない性格の持ち主はギャンブル依存症を発症しやすいという仮説を導くことができる。
ほかに、ノルアドレナリントランスポーター密度、ドーパミンD1受容体密度と依存ポイントの関連、関連刺激によるドーパミン系の活性化と実際の報酬獲得時のドーパミン系の相対的鎮静化などが指摘されているが、いまだギャンブル依存を判断するバイオロジカルマーカーは特定されていない。

## 作品

### 小説
- 賭博者 - 主人公がルーレットでのギャンブルで身を滅ぼす姿を描く。著者であるフョードル・ドストエフスキーがルーレットにのめり込んだ経験を元に執筆した。
- 麻雀放浪記 - 未成年の主人公が麻雀賭博にのめり込んでいく姿を描く。著者である阿佐田哲也の実体験を元に執筆されている。

### 漫画
- 賭博黙示録カイジ - 主人公は当初借金を返済するためにギャンブルを行っていたが、物語が進行するにつれギャンブル自体が目的になり日常生活も破綻している。
- 賭ケグルイ - 主人公をはじめ多くの登場人物が重度のギャンブル依存症であり、命をかける危険な賭博を行っている。
- 連ちゃんパパ - 主人公とその妻がパチンコにのめり込み、自他を破滅させている。
- 闇金ウシジマくん - 闇金融業を営む主人公が、パチスロに依存する主婦やフリーターへ融資する展開を通じて、当事者のリアルを描いている。

### ドラマ
- 『ミセス・ロスト ～インタベンショニスト・アヤメ～』(監督・ナカムラサヤカ、脚本・ひかわかよ、企画原案・田中紀子、出演・青木さやか/鈴木まりや/高知東生、他) - 2020年5月14日〜6月11日、全11話。啓発週間に合わせて配信されたTwitter連続ドラマ配信[120]。

### 映画
- 『微熱』(監督・小澤雅人、2015年) – ギャンブル障害を抱える者とその家族を描いた作品[121]。スペインの短編映画祭「第14回イマジン・インディア国際映画祭」で最優秀短編賞を受賞[122]
- 『ザ・サンドイッチマン』(監督・小野澄人/清水成人、脚本・小野澄人/丈幻、主演・牧野達哉/河原みのり/佐藤千早夜/丈幻)　2014年劇場公開。パチンコへののめり込みが原因で崩壊していく家庭とその後の主人公の顛末を描いた作品。パチンコ雑誌の人気ライター達が多数友情出演している。

## 名称
DSM-5の「gambling disorder」は日本では「ギャンブル障害」と訳されているが、これは日本精神神経学会が作成した「DSM‒5 病名・用語翻訳ガイドライン」に基づくものである。このガイドラインは『DSM‒5の病名や用語に対してさまざまな訳語が用いられ混乱が起きることのないように』作成されたものであり、従って日本では「ギャンブル障害」が精神医学用語として一般的である。
PubMedなど医学論文データベースでは「gambling disorder」の表記が増えている。
ピアサポートグループであるギャンブラーズ・アノニマス（GA）では「Compulsive gambling（強迫的ギャンブル）」を採用しており、DSM-5の基準では、強迫的にギャンブリングを行う、は、診断の必要条件ではないので、GＡのいうギャンブル依存とDSM-5、ＳＯＧＳ等でいうギャンブル依存の疑いは異なる。
2018年リリースのICD-11では「gambling disorder（ギャンブル障害）」が採用された。ギャンブラーズ・アノニマス（GA）が採用している「compulsive gambling（強迫的ギャンブル)」は「Gambling Disorder（ギャンブル障害）」に包含される位置づけとして残った。ギャンブラーズ・アノニマス（GA）や家族会が使うギャンブル依存症は、内容的に強迫的ギャンブリングで、DSM基準のギャンブル障害よりは狭い範囲を指す。以下のものは「gambling disorder（ギャンブル障害）」に類する概念として位置づけられた。
- pathological gambling（病的賭博)
- addiction; betting（賭け嗜癖）
- addiction; gambling（ギャンブル嗜癖）
- betting; pathological（病的賭け）
- gambling; dependence（ギャンブル依存）

一方、国会等で議論されている自民、公明両党提出の「ギャンブル等依存症対策基本法案」では「ギャンブル等依存症」という用語が用いられており、「ギャンブル等にのめり込むことにより日常生活又は社会生活に支障が生じている状態」と定義されている。なお、ギャンブルの後に「等」がついているのは依存症として問題視されているパチンコ・パチスロが法的には賭博ではなく遊技と位置付けられている事情による。